# بطاقة الهوية السويسرية
بطاقة الهوية السويسرية في شكلها الحالي يعود تاريخه إلى يوليو 1994. وهي على شكل بطاقة بلاستيكية. يمكن استخدامها كوثيقة سفر عند السفر داخل رابطة التجارة الحرة الأوروبية، أو إلى الاتحاد الأوروبي، ، جورجيا، تركيا، وفي جولات منظمة إلى تونس.

## إنظر أيضا
جواز سفر سويسري